# Sainte-Eugénie-de-Villeneuve
Sainte-Eugénie-de-Villeneuve (okzitanisch: Senta Gènia de Vilanòva) ist eine französische Gemeinde mit 107 Einwohnern (Stand: 1. Januar 2022)  im Département Haute-Loire in der Region Auvergne-Rhône-Alpes (vor 2016 Auvergne) Sie gehört zum Arrondissement Brioude sowie zum Kanton Pays de Lafayette. 

## Geographie
Sainte-Eugénie-de-Villeneuve liegt etwa 25 Kilometer nordwestlich von Le Puy-en-Velay am Flüsschen Malgascon, im Norden verläuft die Lidenne, im Osten die Fioule. 
Umgeben wird Sainte-Eugénie-de-Villeneuve von den Nachbargemeinden Jax im Norden, Varennes-Saint-Honorat im Nordosten, Fix-Saint-Geneys im Osten, Vissac-Auteyrac im Süden, Saint-Georges-d’Aurac im Westen sowie Chavaniac-Lafayette im Nordwesten.

## Bevölkerungsentwicklung
| Jahr                       | 1962 | 1968 | 1975 | 1982 | 1990 | 1999 | 2006 | 2012 | 2020 |
| Einwohner                  | 145  | 112  | 121  | 108  | 102  | 109  | 99   | 87   | 115  |
| Quellen: Cassini und INSEE |      |      |      |      |      |      |      |      |      |

## Sehenswürdigkeiten

Kirche Sainte-Eugénie

- Kirche Sainte-Eugénie